# Torroja del Priorat
Torroja del Priorat és una vila i municipi de la comarca del Priorat. Està situat ben bé al centre de la comarca, i està del tot envoltat d'altres termes del Priorat: la Morera de Montsant al nord, Poboleda a l'est, Porrera al sud-est i sud, Gratallops al sud-oest i la Vilella Alta a l'oest.

## Etimologia
La primera part del topònim és l'aglutinació de les paraules «torre» i «roja»: aquesta Torre roja està pràcticament desapareguda, però en queden algunes restes al carrer Major del poble, també es troben pedres vermelles procedents de l'antiga torreroja distribuïdes per tot el poble per les façanes de les cases més antigues, des de l'església fins a la part alta del nucli urbà.
La segona part del topònim senzillament aclareix a quina comarca pertany aquest poble de la torre roja, atès que hi ha altres pobles amb el nom semblant als Països Catalans.

## Geografia
- Llista de topònims de Torroja del Priorat (Orografia: muntanyes, serres, collades, indrets..; hidrografia: rius, fonts...; edificis: cases, masies, esglésies, etc).

Com ja és habitual en els municipis d'aquesta comarca, es tracta d'un terme força accidentat.
El punt més alt del terme és a l'extrem sud-est: 664 m. alt., a les Estosses. Des d'aquí una carena que va baixant cap a ponent i lleugerament cap al sud marca el límit termenal. Passa pels Tossals, on ateny els 513 m., passa pel Collet de Pere Joan, a 424 m., i al cap de poc baixa per una carena fins al riu de Siurana, que travessa a l'entorn dels 200 m. alt. Després, puja fins a prop del santuari de la Consolació, a 447 m. i trenca cap al nord, seguint una altra carena cap al nord-oest, en direcció a la Vilella Baixa.
Quan ja és a les envistes d'aquesta població i ateny els 421 m. alt., trenca cap a llevant i va a cercar una carena, cap al nord, que va a passar a prop del poble de la Vilella Alta, que queda a ponent. Aquesta carena, que va dels 375 als 425 m., va pujant fins que arriba a la Punta de les Bassetes, de 493 m. alt. Continua encara carenant cap al nord-est, fins que arriba a la Creu Alta, a 553 m. alt. Sempre per carenes, baixa a trobar el barranc dels Closos, per tornar-se a enfilar en direcció nord, cap al Coll de la Creueta, a 548 m. alt. En aquest lloc el terme segueix tota la capçalera del barranc de les Comes, i marca un apèndix del terme cap al nord, que arriba fins a l'alçada d'Escaladei, i torna a baixar cap al sud, sempre per carenes. Passa per les Salanques, als 474 m. alt., i els Castellets, a 433. Baixa cap al riu de Siurana, a l'indret del Mas d'en Doix, a 277 m. Encara per carenes, puja fins a la Roca de l'Eloi, a 547 m. alt., el Coll de Poboleda, a 523, i continua pujant, cap al sud-est, fins a arribar a les Estosses, on hem començat el recorregut.
A l'interior del terme hi ha algunes petites elevacions d'uns 325 m. alt., entre les quals destaquen sobretot los Bessons, al nord-est de la vila, de 480 metres d'altitud.
El riu de Siurana travessa el terme de nord-est a sud-oest, però formant múltiples meandres, ja que la distància que salta és relativament curta: entra en el terme als 277 metres i en surt als 200. Com que els límits del terme són gairebé sempre els serrats que tanquen la vall del Siurana, es pot dir que tot sencer, aquest terme municipal és un tram de la conca del riu de Siurana. Per la dreta (nord i ponent), va rebent nombrosos barrancs: barrancs de les Comes, dels Closos, dels Amitgers, dels Pardelases, de les Planes... Per l'esquerra (sud i llevant), en rep d'altres: barrans de Poboleda (que rep els de l'Arrabassada, del Vinyó i de l'Olla), i del Metge.

## Comunicacions
Travessen el terme les carreteres TP-7403 (Porrera-Torroja del Priorat) i T-711 (T-710, a Gratallops-Torroja del Priorat), que són una continuïtat de l'altra. Una carretera local, a més, enllaça Torroja del Priorat amb Escaladei. Encara, l'apèndix de la vall del barranc de les Comes és travessat per la carretera T-702 (C-242, Cornudella de Montsant-la Vilella Baixa).
També passa per aquest terme el GR-174, anomenat Sender del Priorat.

## Personalitats
A Torroja del Priorat viu i treballa la interessant artista plàstica Montserrat Aixalà i Blasco, filla del poble, autora d'una interessant obra escultòrica i que ha ampliat la seva expressió artística a altres tècniques: gravat, pintura, esmaltat, ceràmica... Té l'obrador, dotat amb sala d'exposicions, en el mateix poble.

## Demografia
| 1497 f | 1515 f | 1553 f | 1717 | 1787 | 1857 | 1877 | 1887 | 1900 | 1910 |
| ------ | ------ | ------ | ---- | ---- | ---- | ---- | ---- | ---- | ---- |
| 32     | 37     | 39     | 138  | 495  | 858  | 859  | 980  | 719  | 555  |

| 1920 | 1930 | 1940 | 1950 | 1960 | 1970 | 1981 | 1990 | 1992 | 1994 |
| ---- | ---- | ---- | ---- | ---- | ---- | ---- | ---- | ---- | ---- |
| 558  | 506  | 341  | 313  | 273  | 203  | 166  | 149  | 136  | 136  |

| 1996 | 1998 | 2000 | 2002 | 2004 | 2006 | 2008 | 2010 | 2012 | 2014 |
| ---- | ---- | ---- | ---- | ---- | ---- | ---- | ---- | ---- | ---- |
| 129  | 130  | 139  | 143  | 149  | 142  | 169  | 165  | 172  | 160  |

| 2016 | 2018 | 2020 | 2022 | 2024 | 2026 | 2028 | 2030 | 2032 | 2034 |
| ---- | ---- | ---- | ---- | ---- | ---- | ---- | ---- | ---- | ---- |
| 153  | 148  | 152  | 141  | 137  | -    | -    | -    | -    | -    |